# Ivar Aasen
Ivar Andreas Aasen (5. august 1813 – 23. september 1896) var en norsk sprogforsker og digter. Han er mest kendt som ophavsmanden til nynorsk (landsmål) som skriftsprog, men var også en respekteret digter. Han skrev blandt andet digtet Nordmannen.

## Biografi
Ivar Aasen blev født på gården Åsen i Hovdebygda på Sunnmøre, som søn af Ivar Jonsson. Gården, som han voksede op på, var isoleret, så han havde ingen kammerater. Dette førte til at han læste meget i de få bøger, familien havde, deriblandt Bibelen. Aasen havde otte søskende, og forældrene døde meget tidligt. I forældrenes fravær blev broren det nye familieoverhoved; han satte Aasen til gårdarbejde og lod ham ikke udvikle sine evner, men Aasen udmærkede sig ved konfirmationen, og præsten skrev rosende ord om ham i kirkebogen.